# Bunkerville
Bunkerville est une census-designated place du comté de Clark dans l’État du Nevada.
Elle a été fondée en 1877 par des pionniers mormons venus de l'Utah. Son nom vient de Edward Bunker, un des pionniers mormons.
Sa population était de 1 303 habitants en 2010.